# Antonio Ponsetto
Antonio Ponsetto SJ (* 1936 in Cuneo; † 9. Oktober 2016 in Gallarate) war ein italienischer Philosoph.

## Leben
Ponsetto trat 1952 in den Jesuitenorden ein.
Von 1972 bis 1974 lehrte er als Professor für Philosophie in Gallarate und wurde im Anschluss Direktor der Comunità di Ricerca in Mailand.
Im Jahre 1984 wurde er zunächst Lehrbeauftragter an der Hochschule für Philosophie in München, 1988 dort dann  Professor für Geschichte der Philosophie und Philosophische Anthropologie. Den Schwerpunkt seiner Lehre und Forschung bildete die Rezeption der Phänomenologie Edmund Husserls.

## Werke (Auswahl)
- Die Tradition in der Phänomenologie Husserls: Ihre Bedeutung f. d. Entwicklung d. Philosophiegeschichte. Hain, Meisenheim am Glan 1978, ISBN 3445015422
- Razionalità storica e fenomenologica husserliana. Milella, Lecce 1984, ISBN 8870480844
- E. Husserl: la crisi delle scienze europ. e la responsabilità storica dell'Europa. Angeli, Mailand 1985
- Max Horkheimer: dalla distruzione del mito al mito della distruzione.  Il Mulino, Bologna 1981
- Max Weber:  ascesa, crisi e trasformazione del capitalismo. Angeli, Mailand 1986
- Fenomenologia e politica. Angeli, Mailand  1987
- L' anima religiosa della filosofia: mito, logos, mistica fede. Milella, Lecce 1999, ISBN 8870483452
- L' età tardo-antica e le radici spirituali dell'Europa. Milella, Lecce 2004, ISBN 8870484181
- L' umanesimo rinascimentale e la nascita della modernità: tra autonomia dell'uomo, nuove forme di dominio e loro superamento. Cleup, Padua 2011, ISBN 9788861297678